# 알렉산드르 콜차크

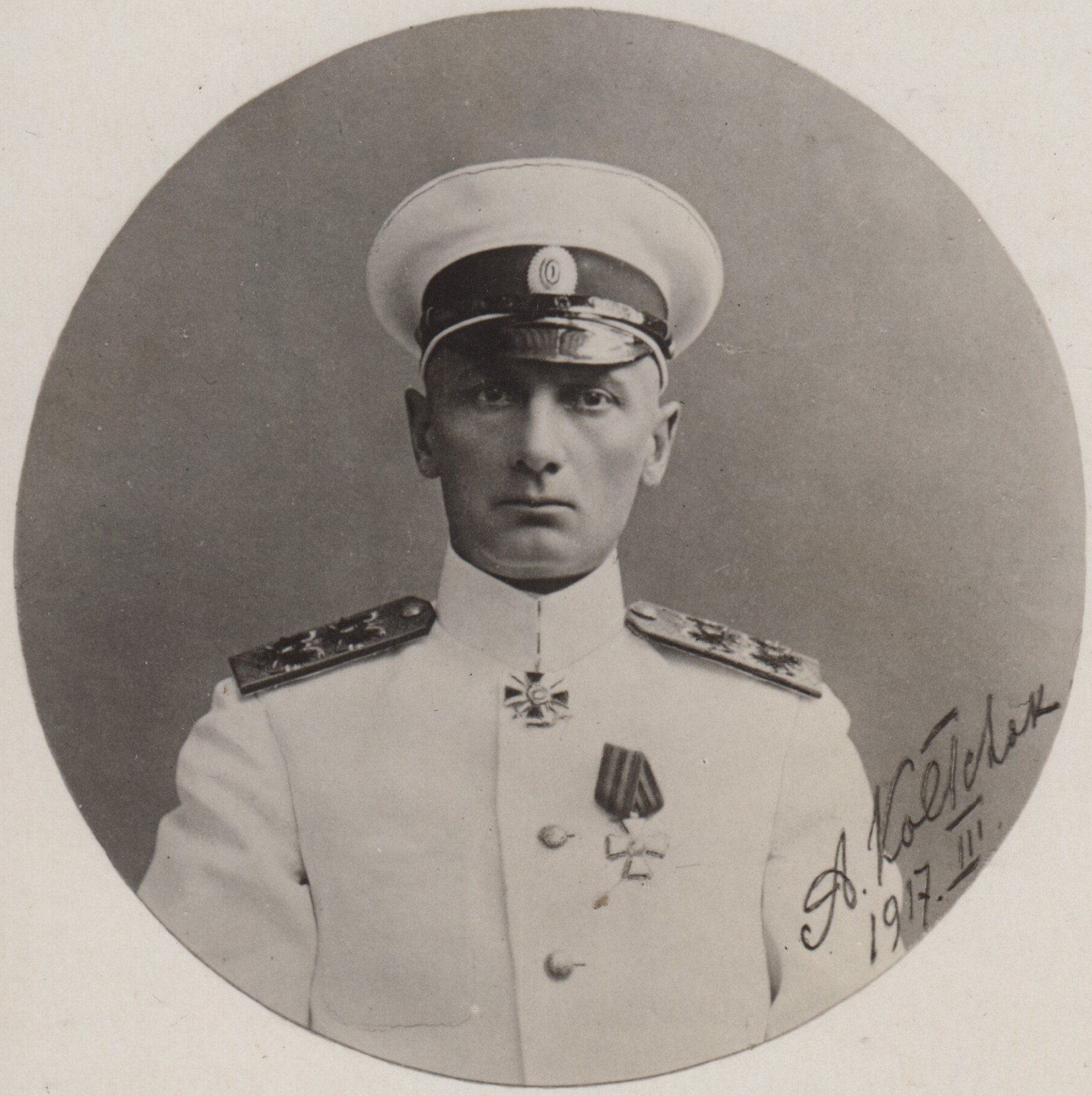
알렉산드르 콜차크

알렉산드르 바실리예비치 콜차크(러시아어: Алекса́ндр Васи́льевич Колча́к, 1874년 11월 16일 ~ 1920년 2월 7일)는 러시아 제국의 제독, 군사 지도자, 극 탐험가였으며 러시아 제국 해군에 복무하여 러일 전쟁과 제1차 세계 대전에 참전했다.
러시아 내전 중에 시베리아에서 반공주의 정부를 설립하고 1918년부터 1920년까지 러시아 백군의 다른 지도자들에 의해 "전체 러시아 육해군의 최고자-최고 지도자, 지휘관"으로 인식되었다. 그의 정부는 시베리아 남서부의 옴스크에 위치하였다.
2년 뒤 콜차크는 러시아의 국제적으로 인정된 국가 원수였다. 그러나 백군의 통합을 위한 그의 노력은 실패로 돌아갔다. 콜차크는 소수 민족을 위해 자치를 고려하는 것을 거부했고 볼셰비키 좌파가 아닌 사람들과 협력하는 것을 거부했으며 외부 지원에 크게 의존하였다. 이는 콜차크를 "서방의 꼭두각시"로 불리게 만듦으로써 공산주의 세력의 사기를 드높이는 데에만 일조하였다. 자신의 백군이 다 허물어질 정도가 되자 그는 체코슬로바키아 군단에 의해 배신을 당해 포획되었고 지역 사회주의혁명당에 넘겨진 다음 얼마 후 볼셰비키측에 의해 처형되었다.

## 참고 문헌
- Admiral Kolchak. M. I. Smirnov. The Slavonic and East European Review, Vol. 11, No. 32 (Jan., 1933), pp. 373–387
- Problems of Polar Research: a Series of Papers by Thirty-one Authors. Special Publication No.7. New York, American Geographical Society, 1928.
- The testimony of Kolchak and other Siberian materials. en:Stanford University Press. 1935.
- Pipes, Richard Russia Under the Bolshevik Regime, New York: Alfred Knopf, 1993.
- Smele, Jonathan Civil War in Siberia: The Anti-Bolshevik Government of Admiral Kolchak, Jonathan D. Cambridge University press, 1996.
- White Siberia, N.G.O. Pereira. McGill-Queens University Press, 1996.